# Église Notre-Dame-de-Smolensk d'Arzamas
L'église Notre-Dame-de-Smolensk (церковь Смоленской иконы Божией Матери) est une église orthodoxe située en Russie dans la ville d'Arzamas de l'oblast de Nijni Novgorod. Elle est dédiée à l'icône de Notre-Dame de Smolensk et dépend de l'éparchie de Nijni Novgorod et Arzamas.

## Histoire

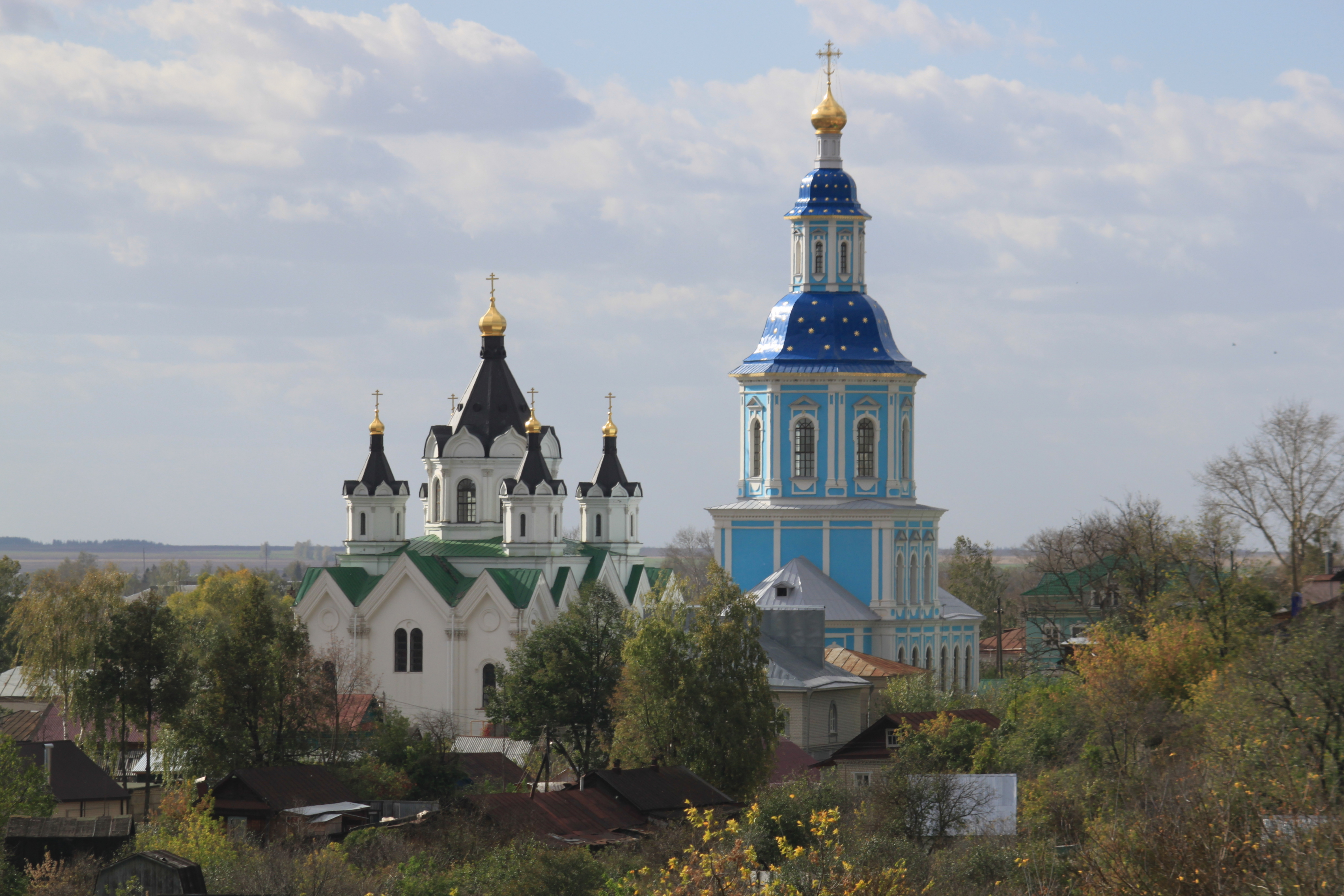
L'église de la Nativité et l'église ND de Smolensk côte à côte.

Une première église est construite à la fin du XVIIe siècle comme filiale (métochion) à Arzamas du monastère de la Trinité-Saint-Séraphin de Diveïevo. Elle est reconstruite en 1792 pour servir d'église d'hiver (chauffée) à la paroisse de la Nativité-du-Christ, formée en 1777. C'est pourquoi elle se trouve côte à côte avec l'église de la Nativité-du-Christ. Avant la Révolution de 1917, c'est donc la deuxième église de la paroisse de la Nativité-du-Christ. Elles sont en plein centre-ville d'Arzamas donnant rue Lénine (anciennement rue de la Nativité).
L'église est fermée dans les années 1930 par les autorités communistes locales. Elle sert de dépôt, ses coupoles et croix sont détruites, l'intérieur est dévasté. Elle ne retourne au culte que tardivement, bien après la restauration de l'église de la Nativité. Elle est restaurée en 2011-2013 et l'abside de l'autel de saint Alexandre Nevski et saint Alexandre de Svir est consacrée le 16 avril 2017.
L'autel principal de l'église est consacré à Notre-Dame de Smolensk, les autels secondaires à saint Alexandre Nevski et saint Alexandre de Svir (gauche) et à saint Jean l'Évangéliste (droite).